# Kanton Lille-Centre
Der Kanton Lille-Centre war bis 2015 ein französischer Kanton im Arrondissement Lille, im Département Nord und in der Region Nord-Pas-de-Calais. Vertreterin im Generalrat war zuletzt von 2008 bis 2015 Martine Filleul.

## Gemeinden
Der Kanton Lille-Centre hatte 24.812 Einwohner (Stand: 1. Januar 2012).
Er bestand aus dem zentralen Bereich der Stadt Lille.